# Ренн (футбольный клуб)
«Ренн» (фр. Stade Rennais Football Club, французское произношение: [stad ʁɛnɛ]) — французский футбольный клуб из одноимённого города. Основан в 1901 году. Домашние матчи проводит на стадионе «Роазон Парк», вмещающем более 29 тысяч зрителей.
Выступает в Лиге 1, высшем дивизионе в системе футбольных лиг Франции.

## История

### 1901—1945
Клуб был основан 10 марта 1901 года группой студентов университета Ренна. Свою первую игру команда проиграла соседям из ФК «Ренн» со счётом 0:6. В 1902 году клуб вошёл в состав Союза атлетических спортивных клубов (фр. — Union des sociétés françaises de sports athlétiques). В следующем году команда вошла в состав футбольной лиги Бретани. В том же сезоне команда стала победителем турнира. 4 мая 1904 года две команды из Ренна объединились.
Под руководством валлийца Артура Гриффита, бывшего играющим тренером, «Ренн» выиграл лигу Бретани в 1908 и 1909 годах.
В период с 1915 по 1922 год клуб неоднократно становился победителем различных турниров, которые во Франции в то время проводились нерегулярно. В 1922 году клуб вышел в финал Кубка Франции.
В 1932 году клуб вошёл в число двадцати клубов, которые приняли участие в первом сезоне французской профессиональной футбольной лиги. В первом сезоне команда заняла 6 место в чемпионате, а его форвард Уолтер Кайзер стал лучшим бомбардиром. В чемпионате особых успехов команда не достигала, но в 1935 году во второй раз в своей истории дошла до финала кубка. Однако, финансовая ситуация в клубе ухудшалась, и с началом Второй мировой войны в 1939 году команда потеряла статус профессиональной. В течение двух лет команда играла только в Кубке страны и товарищеских матчах. В 1941 году команда приняла участие в чемпионате оккупированной зоны, в котором заняла 7 место из девяти участников.

### 1945—1990
В 1949 году команда заняла 4-е место в чемпионате, что стало лучшим результатом в истории клуба. Этот же результат был повторён в сезоне 1964/1965. В том же сезоне клуб стал обладателем кубка страны. В финале был обыгран «Сошо» (2:2, 3:1 в переигровке). Осенью 1965 года состоялся дебют в еврокубках. В розыгрыше Кубка кубков «Ренн» в первом же раунде уступил «Дукле».
В 1970 году клуб дошёл до полуфинала кубка, а в следующем сезоне выиграл его во второй раз в истории. В финале со счётом 1:0 был обыгран «Олимпик Лион». Единственным игроком клуба, принимавшим участие в обоих победных финалах, стал защитник Луи Кардье. В 1975 году клуб вылетел во второй дивизион, откуда вернулся в 1983 году. В 1986 году клуб вновь добрался до полуфинала Кубка страны, где уступил «Олимпику» Марсель.

### С 1990 года
Эти годы стали началом стабилизации ситуации в клубе. Тем не менее, сезон 1990/91 был провален, несмотря на наличие в составе таких игроков как Франсуа Омам-Бйик и Арнольд Устервир. От вылета команду спасли жёсткие административные решения по исключению из высшего дивизиона «Ниццы» и «Бреста». В следующем сезоне команда всё же покинула высший дивизион. Клуб сделал ставку на воспитанников своей академии, в числе которых были Сильвен Вильтор, Жослен Гурвеннек, Ульриш Ле Пен и Лоран Юар. Уже через год команда вновь вернулась в высший дивизион. В 1993 году спонсором клуба стала компания PPR.
В 1998 году команду купил миллиардер Франсуа Пино, обеспечив ей надёжное финансовое положение. Сначала амбициозный руководитель клуба сделал ставку на приглашение легионеров из Южной Америки, купив Лукаса Северино и Марио Турдо. В 1999 году команда заняла пятое место в чемпионате и попала в Кубок Интертото, в котором дошла до финала, где уступила «Ювентусу». После неудачного сезона 2000/01 стратегия развития клуба поменялась. Основной упор был сделан на воспитанников собственной академии, которая считается одной из лучших во Франции. В 2003 году молодёжная команда клуба выиграла Кубок страны в своей возрастной категории. В 2005 году клуб завоевал право выступить в Кубке УЕФА, а в 2006 году был близок к попаданию в еврокубки.
Впервые с 2005 года клуб вновь попал в еврокубки, закончив сезон 2017/2018 на 5 строчке. По итогам группового этапа Лиги Европы «Ренн» вышел со второго места в плей-офф. В Плей-офф Ренн переиграл Бетис с общим счётом 6:4 и вышел в 1/8 Лиги Европы, где уступил лондонскому Арсеналу 3:4 по сумме двух матчей.
28 апреля 2019 года «Ренн» в третий раз в своей истории завоевал Кубок Франции, переиграв в финале «Пари Сен-Жермен» на стадионе «Стад де Франс». Основное время матча завершилось вничью, со счётом 2:2, а в серии послематчевых пенальти футболисты «Ренна» оказались точнее − 6:5. Команда завершила сезон на 10-й строчке в чемпионате, однако выигранный кубок Франции дал право на путёвку в Лигу Европы 2019/20. Команда на групповом этапе заняла последнее место, получив четыре очка (победа над «Лацио» и ничья с «Селтиком»). Чемпионат Франции 2019/20, недоигранный из-за пандемии COVID-19, команда закончила на третьей строчке, получив право на третий квалификационный раунд Лиги чемпионов 2020/21, однако благодаря результатам полуфиналистов Лиги Европы 2019/20 в своих национальных чемпионатах «Ренн» получил путёвку сразу в групповой этап.
20 октября 2020 года «Ренн» сыграл первый матч в истории в Лиге чемпионов, сыграв вничью с российским «Краснодаром». Это был первый и последний балл «Ренна» в данном розыгрыше турнира. Чемпионат команда завершила на шестом месте, получив путёвку в раунд плей-офф квалификации первого сезона Лиги конференций. Команда дошла до 1/8 финала данного турнира, проиграв там английскому «Лестеру» (общий счёт 2:3), а в чемпионате заняла 4-е место, получив путёвку в групповой этап Лиги Европы 2022/23.

## Дерби и ультрас
У клуба «Ренна» есть несколько главных дерби, это матчи с клубом «Нант» (это противостояние называется «Бретонское дерби»). А также дерби с клубами «Брест», «Генгам», «Лорьян».

## Достижения

### Национальные титулы
Чемпионат Франции
- 3-е место: 2019/20

Чемпионат Франции (Лига 2)
- Победитель (2): 1955/56[англ.], 1982/83[англ.]

Кубок Франции
- Обладатель (3): 1964/65, 1970/71, 2018/19
- Финалист (4): 1921/22, 1934/35, 2008/09, 2013/14

Кубок Французской лиги
- Финалист: 2012/13

Суперкубок Франции
- Обладатель: 1971

### Международные титулы
Кубок Интертото
- Победитель: 2008
- Финалист: 1999

## Состав
| 1  | Франция                          | Вр  | Брис Самба                            | 1994 |  |  |  |  |  |
| 23 | Франция                          | Вр  | Готье Галлон                          | 1993 |  |  |  |  |  |
| 30 | Франция                          | Вр  | Стив Манданда (капитан)               | 1985 |  |  |  |  |  |
| 40 | Центральноафриканская Республика | Вр  | Жоффре Лембе                          | 1988 |  |  |  |  |  |
| 80 | Турция                           | Вр  | Доган Алемдар                         | 2002 |  |  |  |  |  |
|    |                                  |     |                                       |      |  |  |  |  |  |
| 3  | Франция                          | Защ | Адриан Трюффер (вице-капитан)         | 2001 |  |  |  |  |  |
| 4  | Камерун                          | Защ | Кристофер Ву                          | 2001 |  |  |  |  |  |
| 5  | Франция                          | Защ | Лильян Брассье (в аренде из «Бреста») | 1999 |  |  |  |  |  |
| 15 | Сенегал                          | Защ | Микаил Файе                           | 2004 |  |  |  |  |  |
| 18 | Камерун                          | Защ | Мамаду Нагида                         | 2005 |  |  |  |  |  |
| 22 | Франция                          | Защ | Лоренц Ассиньон                       | 2000 |  |  |  |  |  |
| 24 | Франция                          | Защ | Антони Руо                            | 2001 |  |  |  |  |  |
| 33 | Нидерланды                       | Защ | Ханс Хатебур                          | 1994 |  |  |  |  |  |
| 36 | Гана                             | Защ | Алиду Сейду                           | 2000 |  |  |  |  |  |
| 42 | Франция                          | Защ | Жереми Жаке                           | 2005 |  |  |  |  |  |
|    |                                  |     |                                       |      |  |  |  |  |  |

| 6  | Нидерланды  | ПЗ  | Азор Матусива                                | 1998 |  |  |  |  |  |
| 8  | Кот-д’Ивуар | ПЗ  | Секо Фофана                                  | 1995 |  |  |  |  |  |
| 17 | Уэльс       | ПЗ  | Джордан Джеймс                               | 2004 |  |  |  |  |  |
| 28 | Бельгия     | ПЗ  | Аянда Сишуба                                 | 2005 |  |  |  |  |  |
| 32 | Франция     | ПЗ  | Науиру Ахамада (в аренде из «Кристал Пэлас») | 2002 |  |  |  |  |  |
| 38 | Франция     | ПЗ  | Джауи Сиссе                                  | 2004 |  |  |  |  |  |
| 90 | Канада      | ПЗ  | Исмаэль Коне (в аренде из «Марселя»)         | 2002 |  |  |  |  |  |
|    |             |     |                                              |      |  |  |  |  |  |
| 7  | Япония      | Нап | Кёго Фурухаси                                | 1995 |  |  |  |  |  |
| 9  | Франция     | Нап | Арно Калимуэндо                              | 2002 |  |  |  |  |  |
| 11 | Иордания    | Нап | Муса Аль-Тамари                              | 1997 |  |  |  |  |  |
| 19 | Бельгия     | Нап | Казим Олаигбе                                | 2003 |  |  |  |  |  |
| 20 | Колумбия    | Нап | Карлос Андрес Гомес                          | 2002 |  |  |  |  |  |
| 52 | Мали        | Нап | Вильсон Самаке                               | 2004 |  |  |  |  |  |
| 62 | Франция     | Нап | Моамед Мейте                                 | 2007 |  |  |  |  |  |
| —  | Франция     | Нап | Людовик Блас                                 | 2000 |  |  |  |  |  |

## Рекорды
- Клубу принадлежит, совместно с «Мецем», антирекорд высшей лиги Франции (с её основания в сезоне 1932/33) по количеству финишей на последнем месте — 4 (в сезонах 1976/77, 1983/84, 1986/87, 1990/91)[источник не указан 1802 дня].

## Главные тренеры
В таблице не приведены данные до 1932 года и в период с 1939 по 1945, когда клуб имел любительский статус, а также не принимал регулярного участия в соревнованиях.
- Кальман Шекани: 1932—1933
- МакКлой: 1933—1934
- Йозеф Шнайдер: 1934—1936
- Жан Батмаль: 1936—1939
- Франсуа Плейе: 1945—1952
- Сальвадор Артигас: 1952—1955
- Анри Герен: 1955—1961
- Антуан Кюссар: 1961—1964
- Жан Пруфф: 1964—1972
- Рене Седолен: 1972—1974
- Антуан Кюссар: 1974—1976
- Клод Дюбель: 1976—1977
- Ален Жубер: 1977—1979
- Пьер Гарсиа: 1979—1982
- Жан Венсан: 1982—1984
- Пьер Моска: 1984—1986
- Патрик Рампильон: 1987
- Раймон Керузор: 1987—1991
- Дидье Ното: 1991—1993
- Мишель Ле Милленер: 1993—1996
- Ив Колло: 1996—1997
- Ги Давид: 1997—1998
- Поль Ле Гуэн: 1998—2001
- Кристиан Гуркюфф: 2001—2002
- Филипп Бержеро: 2002
- Вахид Халилходжич: 2002—2003
- Ласло Бёлёни: 2003—2006
- Пьер Дреосси: 2006—2007
- Ги Лякомб: 2007—2009
- Фредерик Антонетти 2009—2013
- Филипп Монтанье 2013—2016
- Роллан Курбис: 2016
- Кристиан Гуркюфф: 2016—2017
- Сабри Лямуши: 2017—2018
- Жюльен Стефан: 2018—2021
- Брюно Женезьо: 2021—н. в.

## Форма

### Домашняя
| 2001/02 | 2002/03 | 2004/05 | 2005/06 | 2006/07 | 2007/08 | 2008/09 | 2009/10 | 2010/11 | 2011/12 | 2012/13 |
| 2013/14 | 2014/15 | 2015/16 | 2016/17 | 2017/18 | 2018/19 | 2019/20 | 2020/21 | 2021/22 | 2022/23 | 2023/24 |
| 2024/25 | 2025/26 |         |         |         |         |         |         |         |         |         |

### Гостевая
| 2001/02 | 2002/03 | 2004/05 | 2005/06 | 2006/07 | 2007/08 | 2008/09 | 2009/10 | 2010/11 | 2011/12 | 2013/14 |
| 2014/15 | 2015/16 | 2016/17 | 2017/18 | 2018/19 | 2019/20 | 2020/21 | 2021/22 | 2022/23 | 2023/24 | 2024/25 |
| 2025/26 |         |         |         |         |         |         |         |         |         |         |

### Резервная
| 2002/03 | 2005/06 | 2006/07 | 2007/08 | 2008/09 | 2009/10 | 2010/11 | 2011/12 | 2012/13 | 2013/14 | 2014/15 |
| 2015/16 | 2016/17 | 2020/21 | 2021/22 | 2022/23 | 2023/24 | 2024/25 |         |         |         |         |

Источники:,